# آلبرتو اسپااینی
آلبرتو اسپااینی (به ایتالیایی: Alberto Spaini)؛ (۶ ژوئیه ۱۸۹۲ - ۲۵ ژانویه ۱۹۷۵) روزنامه‌نگار، مفسر و نویسنده ایتالیایی و همچنین یک محقق ادبیات آلمانی بود که در طول حرفه خود ترجمه‌های زیادی از آثار کلاسیک سنتی و معاصر آلمان به ایتالیایی انجام داد.

## زندگی‌نامه
در سال ۱۹۱۰ به ایتالیا رفت و در موسسه معتبر مطالعات عالی فلورانس برای تحصیل در رشته ادبیات ثبت نام کرد. او با جانی استوپاریچ و (چند سال بعد) کارلو استوپاریچ، اسکیپیو اسلاتاپر، ایتالو تاولاتو و گیدو دوسکووی خیلی زود دوست شد. همه این دانشجویان جوان ادبیات ایتالیایی اصالتاً اهل تریست بودند. این دانشجویان بخشی از گروه روشنفکران جوان اطراف جوزپه پرتزولینی شدند، جوزپه اخیراً مجله ادبی لا ووچه را که در فلورانس منتشر می‌شد و در بین طبقات روشنفکر بسیار تاثیر‌گذار بود، تأسیس کرده بود. چند سال بعد، اسپااینی با استفاده از نام مستعار "آسپا" به یک مشارکت‌کننده ثابت این مجله تبدیل شد. چند سال بعد، در سال ۱۹۱۵، آلبرتو اسپااینی با دختری به نام روزینا پیسانسکی ازدواج کرد.
پس از حدود یک سال او به رم منتقل شد و در آنجا در دوره‌های دانشگاهی ادبیات آلمانی که توسط جوزپه آنتونیو بورخسه برگزار می‌شد، شرکت کرد.

### سال‌های جنگ
هنگامی که قدرت‌های بزرگ جنگ جهانی اول را در تابستان ۱۹۱۴ آغاز کردند، دولت ایتالیا در برابر فشارهای بین‌المللی برای پیوستن به جنگ مقاومت کرد. با این حال، در پیمان لندن (۱۹۱۵)، دولت تسلیم چاپلوسی‌های بریتانیایی‌ها شد و این کشور نه در کنار شرکای خود در اتحاد سه‌گانه، بلکه در کنار بریتانیا، فرانسه و روسیه، وارد جنگ شد. در سال ۱۹۱۶، اسپااینی به عنوان عضوی از یک هنگ پیاده نظام (برساگلیری) مستقر در بلونو (ونتو) برای شرکت در نبردهای جبهه اتریش اعزام شد.

## درگذشت
همسر اول اسپااینی، روزینا، در سال ۱۹۶۰ درگذشت. ازدواج دوم او با نویسنده لورا فارینا موسچینی بود، اما او پس از ۳ سال در ۱۹۶۳ درگذشت. اسپااینی در سالهای آخر زندگی خود با دختر بیوه خود جولیانا و نوه‌هایش پائولو و آلبرتینا در رم زندگی کرد. او به نوشتن برای تعدادی از روزنامه‌های روزانه ادامه داد و در سال ۱۹۶۴ "La moglie di Noè" (همسر نوح) را که مجموعه‌ای از داستان‌های حیوانات بود، منتشر کرد. آلبرتو اسپااینی در ۳ ژانویه ۱۹۷۵ در سن ۸۲ سالگی در رم درگذشت.